# Taraxacum obovatum subsp. ochrocarpum
Taraxacum obovatum subsp. ochrocarpum é uma subespécie de planta com flor pertencente à família Asteraceae. 
A autoridade científica da subespécie é Soest, tendo sido publicada em Collectanea Botanica a Barcinonensi Botanico Instituto Edita 4: 9. 1954.

## Portugal
Trata-se de uma subespécie presente no território português, nomeadamente em Portugal Continental e no Arquipélago da Madeira.
Em termos de naturalidade é nativa das duas regiões atrás indicadas.

## Protecção
Não se encontra protegida por legislação portuguesa ou da Comunidade Europeia.